# Termokemija
Termokemija (termo- + kemija) je grana fizikalne kemije koja se bavi proučavanjem toplinskih promjena pri kemijskim reakcijama.
Mnoge se kemijske reakcije odvijaju uz vezanje ili oslobađanje energije u obliku topline (reakcijska toplina), elektriciteta, mehaničkoga rada ili svjetlosti. Prema vrsti reakcija razlikuju se: 
- toplina stvaranja (toplinski učinak reakcije kojom neki spoj nastaje izravno iz svojih elemenata),
- toplina izgaranja,
- toplina hidratacije, isparavanja, taljenja itd.

Egzotermne su kemijske reakcije one koje se odvijaju uz oslobađanje topline (npr. gorenje), a endotermne one koje se odvijaju uz vezanje topline (npr. spajanje dušika i kisika u dušikov oksid). 

## Kemijska termodinamika
Povezivanjem termokemije i termodinamike nastala je kemijska termodinamika, grana termodinamike koja se bavi energijskim promjenama tijekom kemijskih reakcija, te se na njih primjenjuju zakoni termodinamike.
Primarni cilj kemijske termodinamike je da na temelju energijskih promjena definira uvjete koji određuju smjer spontane kemijske reakcije i njezin doseg, jer pretvorba reaktanata u produkte najčešće nije potpuna, pa kemijske reakcije napreduju samo do kemijske ravnoteže, tj. do stupnja u kojem se omjer koncentracija reaktanata i produkata više ne mijenja.
Kemijske reakcije podliježu zakonima termodinamike:
1. Zakon: „Energiju nije moguće stvoriti od ničega niti ju je moguće uništiti!”

## Unutarnja energija ientalpija
Svaka tvar ima određenu unutarnju energiju, U, koja je funkcija stanja (tlaka, temperature). Tijekom odvijanja bilo koje reakcije dolazi do promjena unutarnje energije sustava, ΔU, koja se sastoji od promjene rada ΔW i promjene topline ΔQ: 
{\displaystyle \Delta U=\Delta W+\Delta Q}
Toplinski učinci reakcija mjere se instrumentom kalorimetrom. Ako se reakcija odvija pri stalnom volumenu, V (npr. u kalorimetrijskoj bombi), energija se može oslobađati ili vezati samo kao toplina. U tim je uvjetima vezana ili oslobođena toplina (Qv) jednaka razlici unutarnje energije (ΔU) produkata i reaktanata:
{\displaystyle \Delta Q_{V}=U_{produkata}-U_{reaktanata}}
Međutim, ako se reakcija odvija pri stalnom tlaku, p=konst., dio topline trošit će se na obavljanje ekspanzijskoga rada, koji iznosi pΔV (gdje je ΔV promjena volumena), pa je tada vezana ili oslobođena toplina jednaka promjeni entalpije ΔH:
{\displaystyle \Delta Q_{p}=\Delta H=\Delta U+p\Delta V\qquad p=konst.}
Entalpija je promjena unutarnje energije sustava pri stalnom tlaku.
Poznavanje unutarnje energije i entalpije omogućuje neizravan proračun reakcijske topline. Za endotermne reakcije je procese ΔH > 0, a za egzotermne ΔH < 0.
Primjer prikazivanja entalpije sagorijevanja:
{\displaystyle CH_{4}(g)+2O_{2}(g)\rightarrow CO_{2}(g)+2H_{2}O(g)\qquad \Delta H=-890\ kJmol^{-1}}
Množina 1 mol metana (16 g) sagorijevanjem oslobađa toplinu od 890 kJ po molu. Vrijednost entalpije je negativna što znači otpuštanje energije.

## Hessov zakon
Kako su unutarnja energija i entalpija funkcije stanja, ukupna reakcijska toplina ne ovisi o putu, nego samo o početnom i krajnjem stanju. Odatle slijedi da je promjena topline pri pretvorbi reaktanata u produkte ista bez obzira na to odvija li se reakcija u jednom ili u više stupnjeva (Hessov zakon). Drugim riječima, ako se reakcija rastavi na niz stupnjeva, ukupnu reakcijsku toplinu moguće je izračunati zbrajanjem toplinskih učinaka pojedinih stupnjeva. Hessov zakon omogućuje izračunavanje toplinskih učinaka i onih reakcija koje se eksperimentalno ne mogu ostvariti u kalorimetru. Prema jednom od temeljnih zakona termokemije, koji proizlazi iz zakona o očuvanju energije, toplina oslobođena pri nekoj reakciji jednaka je primljenoj toplini u reverznoj reakciji.

## Entropijasustava
Kemičari žele znati zašto kemijska reakcija spontano ide baš u određenom smjeru: zašto metan spontano gori i nastaju ugljikov dioksid i vodena para dok obrnuto reakcija ne teče spontano. Jednadžba gorenja metana:
{\displaystyle CH_{4}(g)+2O_{2}(g)\rightarrow CO_{2}(g)+2H_{2}O(g)\qquad \Delta H=-890\ kJmol^{-1}}
Toplina koja se stvara sagorijevanjem raspršuje se u okolinu čime se povećava entropija okoline.
O tome govori drugi zakon termodinamike: „Entropija sustava (svemira) raste pri svakoj spontanoj promjeni!”
Entropija (S) je termodinamička funkcija koja govori o iskoristivosti toplinske energije. Promjena entropije nekog sustava ovisi samo o početnom i konačnom stanju sustava i definirana je izrazom:
{\displaystyle \Delta S={\frac {\Delta Q}{T}}}
Ako je sustav izoliran, njegova se entropija neće mijenjati kada se odvija reverzibilni proces, dok će rasti ako se odvija ireverzibilan (nepovratljiv) proces. Ireverzibilnost procesa mjeri se entropijom. Najveću entropiju imaju plinovi a najmanju kristali. Prema tome, entropija se može smatrati mjerom za nered u nekom sustavu. Pri apsolutnoj nuli u savršenom kristalu entropija je jednaka nuli.

## Slobodna energija
Na temelju prvog i drugoga zakona termodinamike,  J. W. Gibbs je definirao principe matematičkog i grafičkoga prikaza termodinamičke ravnoteže kemijskih reakcija te mogućnosti njihova zbivanja i napredovanja. 
Gibbsova slobodna energija (G) jest energija oslobođena ili apsorbirana u reverzibilnom procesu pri konstantnoj temperaturi i tlaku. Definirana je jednadžbom:
{\displaystyle \Delta G=\Delta H-T\Delta S}
gdje je H entalpija, S entropija a T termodinamička temperatura. Naziva se još i Gibbsova energija ili samo slobodna energija.
Promjena Gibbsove slobodne energije, ΔG, određuje smjer kemijske reakcije. Ako je ΔG neke reakcije negativan, reakcija će se spontano odvijati dok se ne uspostavi ravnotežno stanje. Kada je postignuto ravnotežno stanje, onda je ΔG = 0.